# 잭 더피

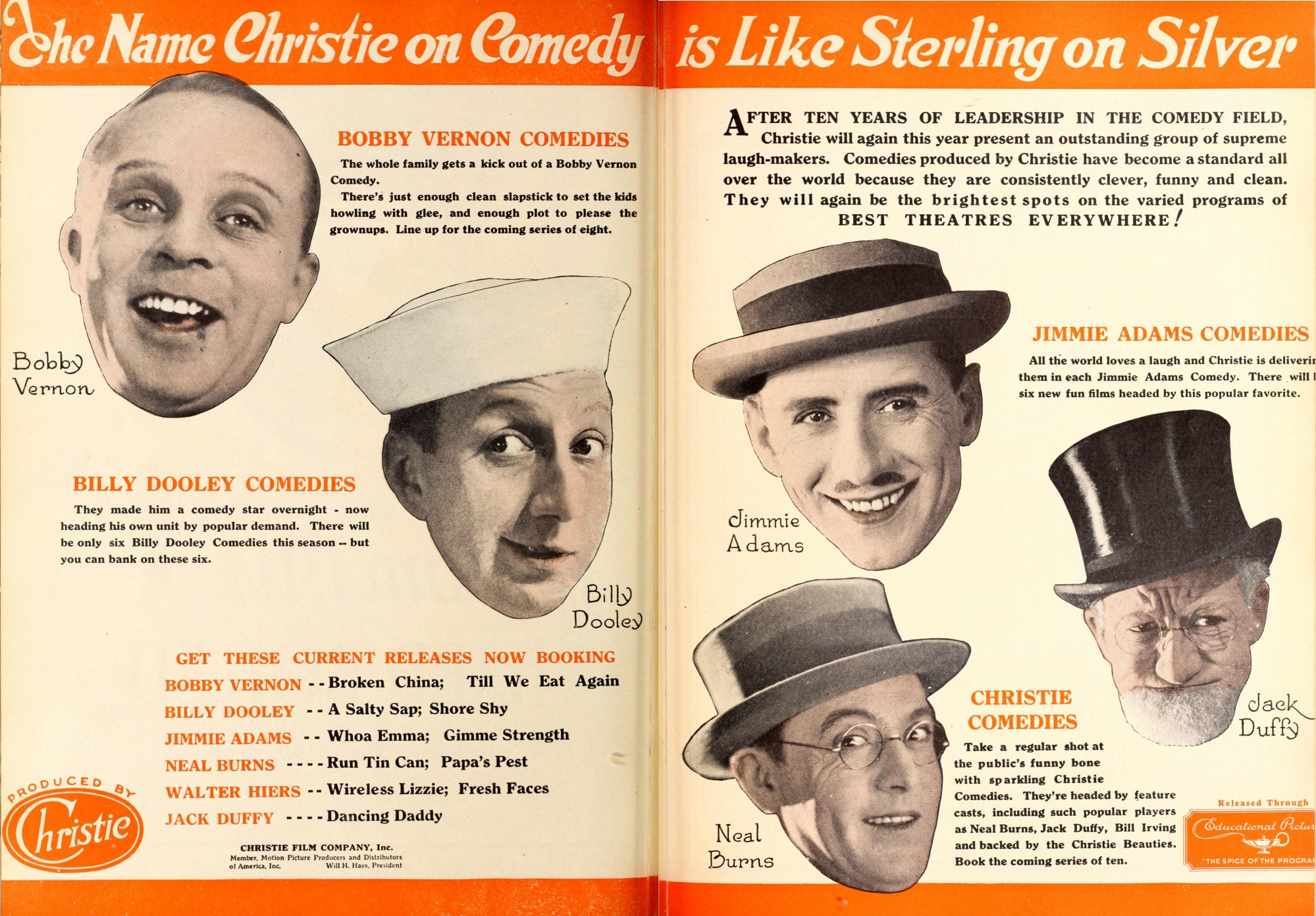

잭 더피(Jack Duffy, 1882년 9월 4일 ~ 1939년 7월 23일)는 미국의 배우이다. 포터컷에서 태어났으며 할리우드에서 사망하였다.
1916년부터 1937년까지 80편이 넘는 영화에 출연했는데, 대개 화장을 하면 나이보다 더 늙어보였다. 그는 상황 코미디 제작을 전문으로 하는 선구적인 영화 스튜디오인 크리스티 필름 컴퍼니(Christie Film Company)의 무성 단편 시리즈에 출연했지만 일부 버스터 키턴 코미디에도 출연했다. 1930년대 초 연기 경력이 쇠퇴했을 때에도 그는 메이크업 아티스트라는 이중 역량을 계속 발휘했다. 더피는 로드아일랜드주 포터켓에서 태어나 캘리포니아주 할리우드에서 사망했다. 그의 여동생은 배우 케이트 프라이스였다.

## 영화
- 조지 화이트의 1935 스캔달 (1935년)
- 해롤드 틴 (1928년)
- 손님 접대법 (1923년)
- 이웃 (1920년)